# 张磊 (空手道师范)
张磊,于1974年出生于上海，1986年学习空手道，中国空手道运动先驱者，上海市大学空手道运动的奠基人推广者，亚洲空手道联盟双A裁判，国家A级裁判，国家高级教练，松涛馆流五段。

## 经历
1974年出生于上海。
1986年师从上海市著名空手道及合气道大师陈德铭先生（已故）学习松涛馆流空手道及合气道。
1991年师从日本铭刈春菊（后改名铭刈拳一）先生学习空手道。
1992年黑带初段。
1995年-2002年开创复旦大学，上海大学，同济大学，上海财经大学，普明师范，轻工业专科学校等空手道协会担任总教练。成立大学生空手道联盟，担任总教练。
1997年-2002年组织第一至第五届上海大学生空手道联赛。担任总裁判长。
2000年加入澳门松涛馆获得澳门松涛馆三段位，C级指导员、裁判员、段位审查员。
2001年师从世空联发展部委员亚空联秘书长澳门空手道协会会长澳门正刚馆馆长龚智仁先生（已故）学习刚柔流空手道。
2002年应日本和道会理事长杉浦健伍先生邀请赴日本静冈，师从杉浦健伍先生学习和道流空手道，获授权状。
2004年获澳门松涛馆四段位。
2005年应亚洲空手道联盟秘书长龚智仁先生邀请赴澳门参加亚洲空手道联盟裁判型讲习会及裁判考试。为此次培训的，并木师范（刚柔），山村弘一（松涛），柳田俊介（和道），大出敏夫（糸东）四位师范做全程技术讲解翻译。
2006年中国空手道协会首届培训班技术翻译及助教。
2007年国家空手道集训队技术翻译助教。与国家队总教练管建民先生（现中空协主席）赴斯洛伐克观摩欧洲空手道锦标赛。
2007年第一届全国空手道锦标赛副总裁判长。
2007年中国第一位亚洲级裁判，第一位下场执裁的中国裁判。